# Casa Ipátiev

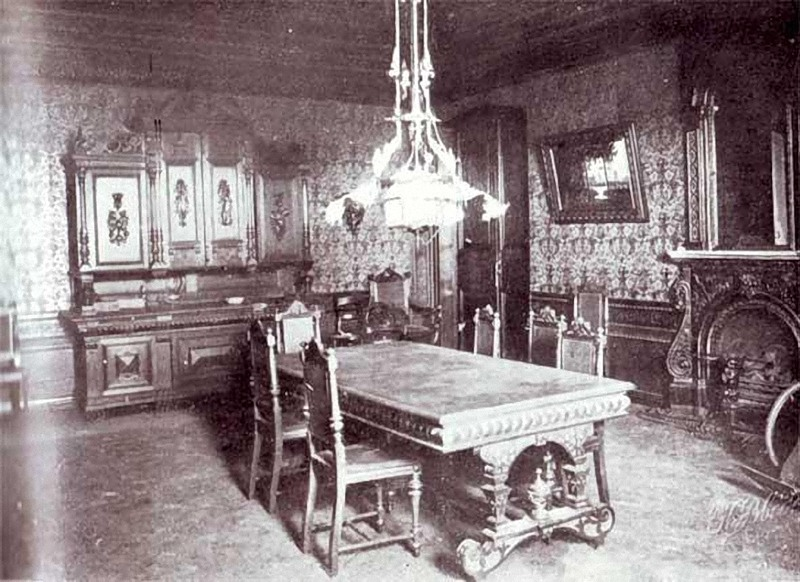
Comedor; en la imagen se ve la puerta de la habitación de las princesas en la casa (1918)

La casa Ipátiev (en ruso: Дом Ипатьева) fue una casa situada en la ciudad rusa de Ekaterimburgo, residencia de Nikolái Ipátiev, un comerciante local. En esta casa el 17 de julio de 1918 fueron asesinados por un pelotón de fusilamiento bolchevique el zar Nicolás II de Rusia, la zarina Alejandra, sus cinco hijos y cuatro sirvientes, un año después de que la familia imperial fuera derrocada a consecuencia de la Revolución rusa. Su nombre coincide casualmente con el del Monasterio Ipátiev en Kostromá, desde donde la dinastía Romanov llegó al trono.
Como acto para el 60.º aniversario de la Revolución rusa, la casa fue demolida en septiembre de 1977 por órdenes emanadas del Politburó del Partido Comunista de la Unión Soviética al gobierno comunista soviético local, 59 años después de la ejecución de la familia Romanov y 14 años antes de la disolución de la propia Unión Soviética entre 1990 y 1991.

## Historia

### Primeros propietarios (1880–1898)
Construida a fines de la década de 1880 por un funcionario de la montaña, el asesor estatal I.I. Redikortsev, era una mansión de piedra de dos pisos. El sitio de construcción fue elegido en la ladera más empinada del oeste de la colina de la Ascensión, una colina notable en Ekaterimburgo. Entre 1766 y 1808, en el sitio de la casa se encontraba una Iglesia de madera de la Antigua Ascensión. Más tarde, donde se encontraba su altar, se construyó una capilla que duró hasta la década de 1920.
La arquitectura del edificio tuvo en cuenta el relieve de la colina. La fachada oriental (frente a la avenida Voznesenskiy) era de un piso, y la occidental (frente al jardín) tenía dos pisos. Un porche estaba unido al muro occidental. En la parte oriental del edificio, que se profundizaba en la ladera de la montaña, había un sótano. Desde este subsuelo había acceso a la fachada sur de la casa (frente al pasaje Voznesenskiy). La casa tenía 31 metros de largo y 18 metros de ancho, y la entrada principal estaba ubicada sobre la avenida Voznesensky, en el lado este de la casa. La fachada principal corría paralela a la dirección general del frente de las casas en la avenida, que en este punto tenía una curva hacia el este y se dirigía hacia la mansión Kharitonov-Rastorguev, ubicada en la parte más alta de la montaña. Por lo tanto, parte de la planta baja estaba bajo tierra en relación con la avenida.
La casa estaba ubicada en la dirección 49/9 en la intersección de la avenida Voznesensky y el pasaje Voznesensky (renombrados Karl Liebknecht y Klara Zetkin tras la Revolución Rusa, respectivamente). En la arquitectura de este edificio destacan los elementos pseudorrusos que dominaban en ese momento, a los que se combinaron con motivos Urales y modernos. La casa contaba con agua corriente, alcantarillado, electricidad y conexión telefónica. Los interiores estaban ricamente decorados con hierro fundido, molduras de estuco y techos con pintura artística.
Redikortsev fue acusado de corrupción y, para mejorar su inestable situación financiera, vendió la casa en 1898 al minero de oro I. G. Sharaviev (conocido en el caso de comerciantes con "minas de oro").

### Nikolai Nikolaevich Ipátiev (1908–1918)

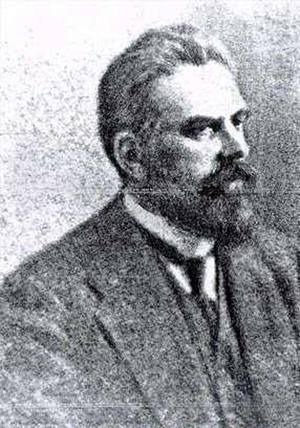
Nikolai Ipátiev, último dueño de la casa y cuyo apellido dio nombre al edificio.

El ingeniero civil militar Nikolai Nikolaevich Ipátiev compró la casa a principios de 1908, habiendo pagado al propietario anterior 6000 rublos. La familia Ipatiev vivía en los locales del piso superior, y en los locales del piso inferior estaba su oficina de contratos.
El 27 o 28 de abril de 1918, se le pidió a Ipátiev que desocupara la mansión en el plazo de 48 horas. Debido al hecho de que él estaba fuera de la ciudad, sus pertenencias personales fueron guardadas en una despensa al lado del sótano, en la que más tarde sería fusilada a la familia real, y el sótano fue sellado en presencia del propietario. Se cree que la elección de la casa se debió al hecho de que Nikolai Nikolaevich Ipátiev conocía bien a los miembros del Consejo de los Urales y, en particular, a Yakov Yurovsky como un destacado representante del Partido Democrático Constitucional (conocido como Partido de los Cadetes por sus siglas en ruso), quien fue designado miembro del comité local de seguridad pública tras la Revolución de febrero.
Se instalaron ametralladoras en los áticos de los edificios vecinos, mientras que la casa fue rodeada por un cerco doble de madera cuya altura excedía las ventanas del segundo piso y cuya única puerta de acceso estaba permanentemente custodiada. Se colocaron dos puestos de seguridad por dentro y ocho afuera. Quedó así la casa preparada completamente para la recepción de Nicolás II, su esposa e hija María, quienes pronto fueron entregados a Ekaterimburgo.

### Llegada de la familia Imperial y masacre

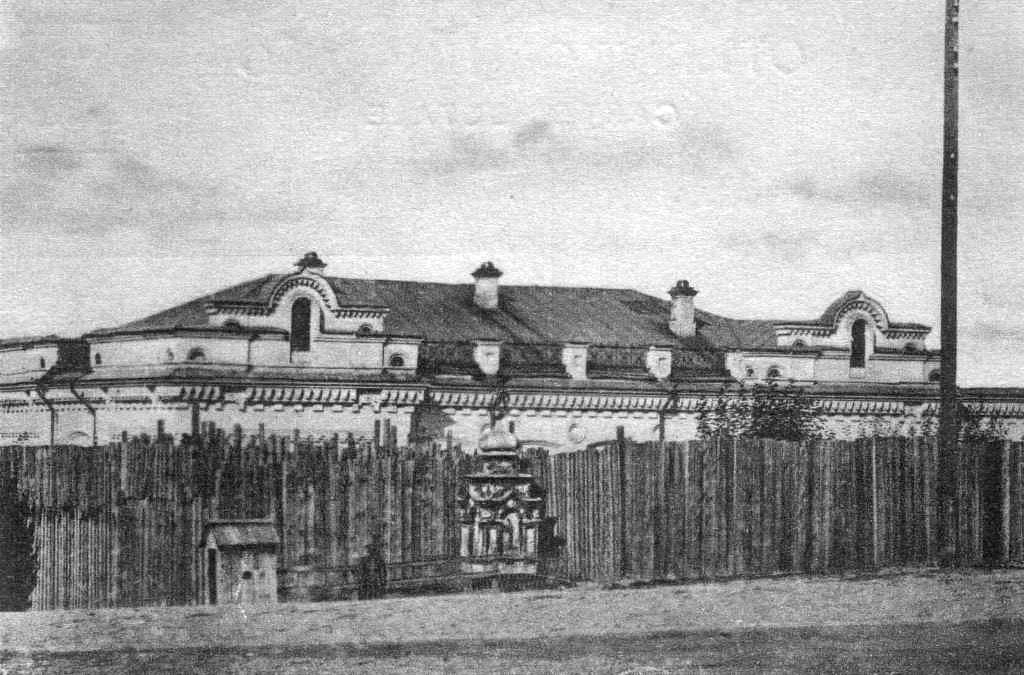
La casa en 1918 con las empalizadas levantadas por los bolcheviques.

La familia Imperial Romanov fue llevada a la casa el 30 de abril de 1918 y pasó 78 días encerrada en ella. Esta familia incluía al zar Nicolás Romanov, su esposa, la zarina Alexandra Fyodorovna de Hesse, sus cuatro hijas, su hijo y heredero Alexei, el zarevich (príncipe heredero); su médico de la corte, el Dr. Yevgeny Botkin, la camarera Anna Demidova, el cocinero Ivan Kharitonov y el ayuda de cámara Alexei Trupp. Ocuparon cuatro habitaciones en el piso superior de la Casa Ipatiev, mientras que sus guardias estaban alojados en la planta baja. Desde principios de julio, el mando de esta guardia fue asumido por Yakov Yurovsky, un miembro de alto rango del Soviet de los Urales.
A los prisioneros se les permitió un breve ejercicio diario en un jardín cerrado. Sin embargo, las ventanas de sus habitaciones estaban pintadas y se mantenían aisladas del exterior. Se construyó una valla de madera alta alrededor del perímetro exterior de la casa, cerrándola desde la calle.
Alrededor de la medianoche del 17 de julio de 1918, el Comandante Yurovsky entró en la habitación del segundo piso del Dr. Botkin, que estaba despierto y escribiendo una carta. Se le dijo a Botkin que despertara a la familia imperial y a sus tres sirvientes restantes, para que todo el grupo pudiera ser evacuado de Ekaterimburgo. La razón dada fue que las fuerzas antibolcheviques del Ejército Blanco de los socialistas democráticos moderados y zaristas en la Guerra Civil rusa de 1918-1921, se acercaban a la ciudad y que había habido disparos en las calles.

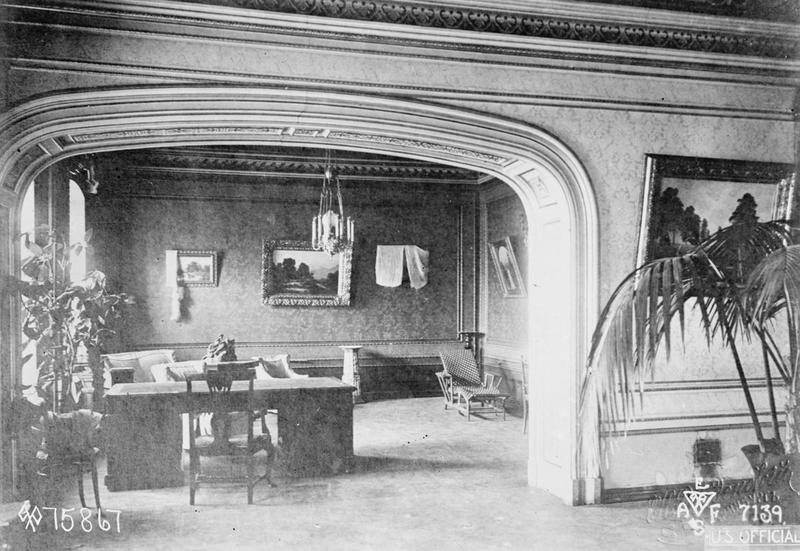
Habitación ocupada por el zar mientras estuvo preso. Después pasó a ser ocupada por el General Gaida, de la Legión Checoslovaca.

Después de tomar aproximadamente media hora para vestirse y empacar, los Romanov, Botkin y los tres sirvientes fueron conducidos por un tramo de escaleras hacia el patio de la casa, y desde allí a través de una entrada en la planta baja a una pequeña habitación en el semisótano. La parte trasera del edificio. Se llevaron sillas para el zarevich Alexei y la zarina Alexandra a pedido del zar. El resto del grupo estaba detrás y a un lado de la pareja sentada.

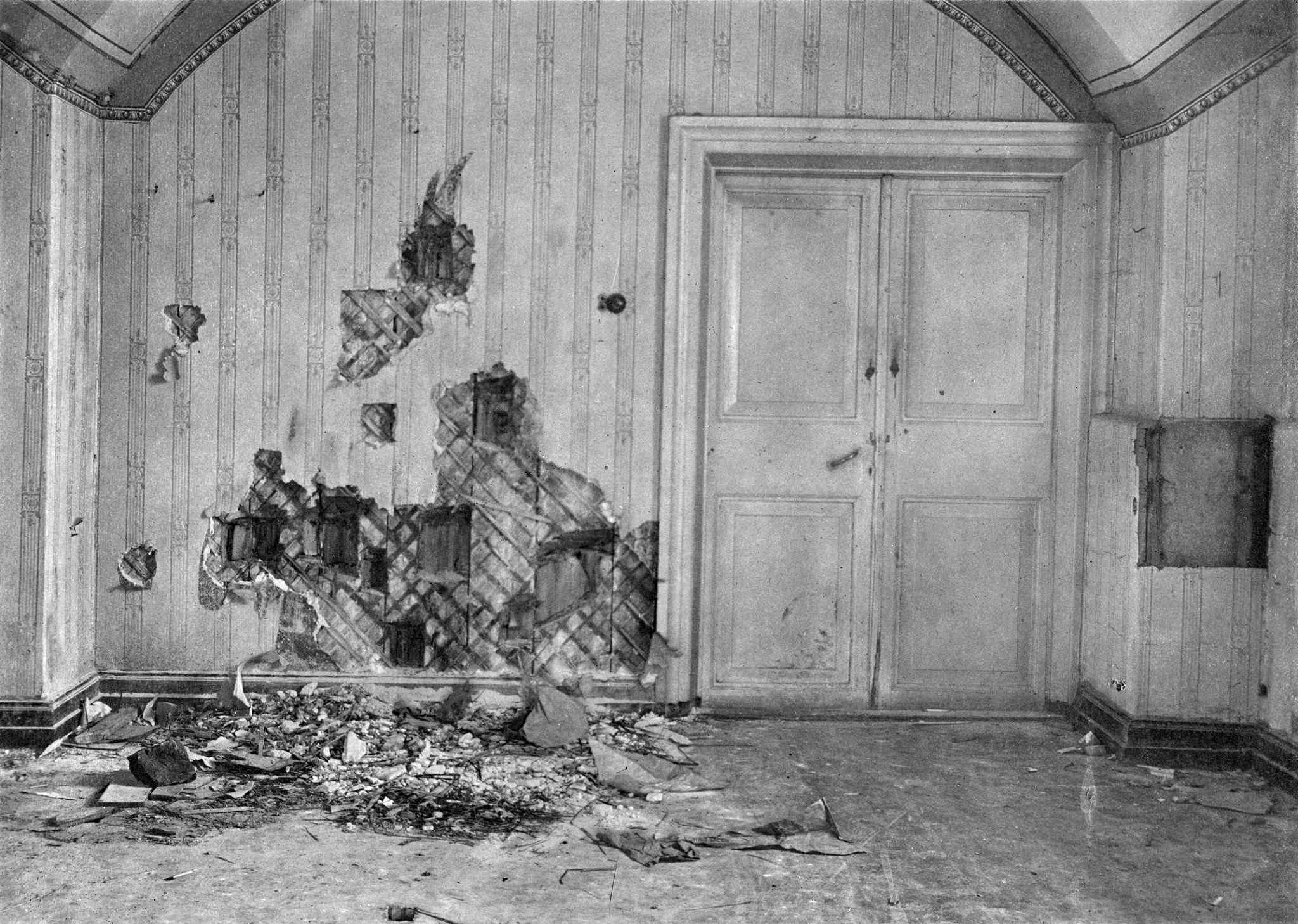
Sótano donde fue ejecutada la familia. Los agujeros en la pared fueron realizados por los investigadores, en busca de las balas del crimen.

Después de un rato, Yurovsky y un grupo de hombres armados entraron a la sala del sótano a través de las puertas dobles. Ivan Plotnikov, profesor de historia de la Universidad Estatal Ural Maksim Gorki, ha establecido que los verdugos fueron Yakov Yurovsky, G. P. Nikulin, M. A. Medvédev (Kudrin), Peter Ermakov, S. P. Vaganov, A. G. Kabanov, P. S. Medvédev, V. N. Netrebin y Y. M. Tselms. Tres letones se negaron en el último minuto a participar en la ejecución.
Yurovsky habló brevemente en el sentido de que sus familiares Romanov habían intentado salvar a la familia imperial, que este intento había fallado y que los soviéticos ahora estaban obligados a dispararles a todos. Él y su escuadrón abrieron fuego con pistolas contra los prisioneros.
El número de personas apiñadas en un área relativamente pequeña condujo a una masacre ineficiente y desordenada. Las mujeres entre los prisioneros tenían diamantes y joyas ocultas en su ropa, desviando muchas de las balas. Pasaron entre veinte y treinta minutos antes de que todos fueran asesinados.

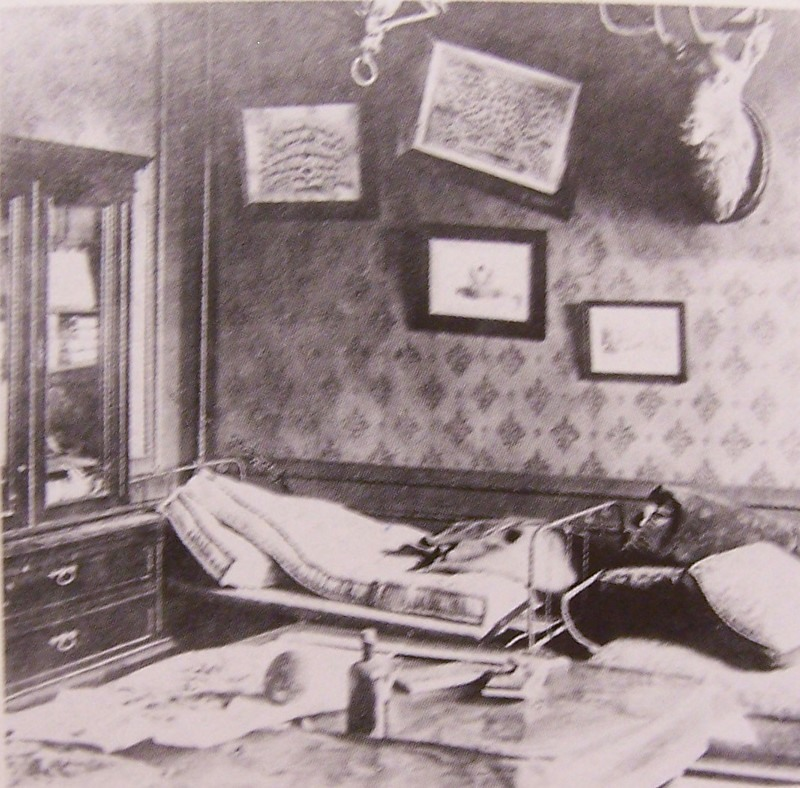
Habitación de los ejecutores Yakov Yurovsky y Grigori Nikulin.
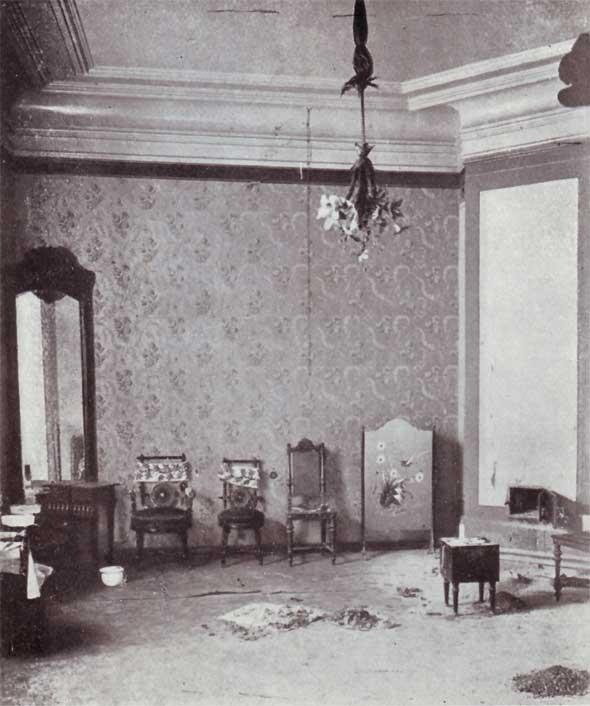
Habitación de las princesas, después de los asesinatos.
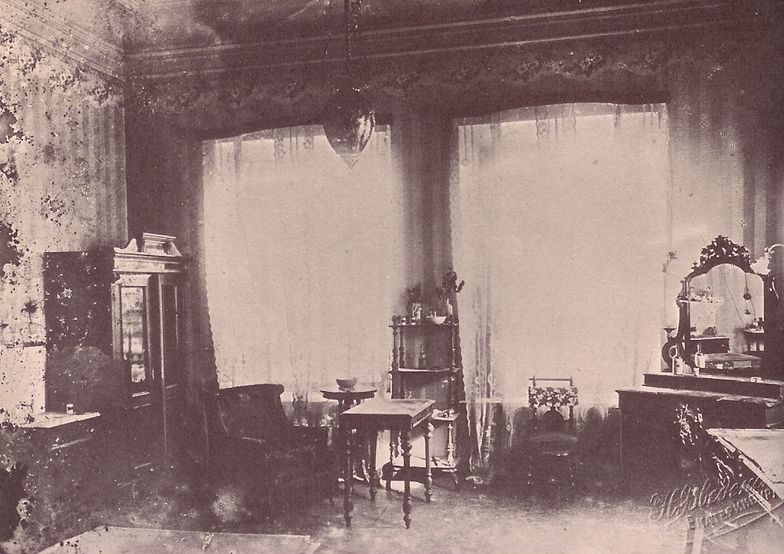
Habitación de los zares y el zarevich.
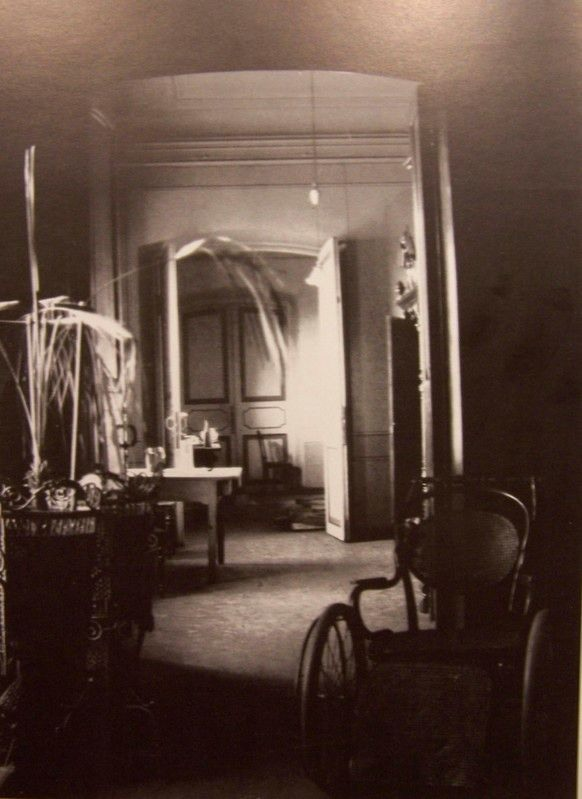
Un pasillo de la casa.

### Demolición

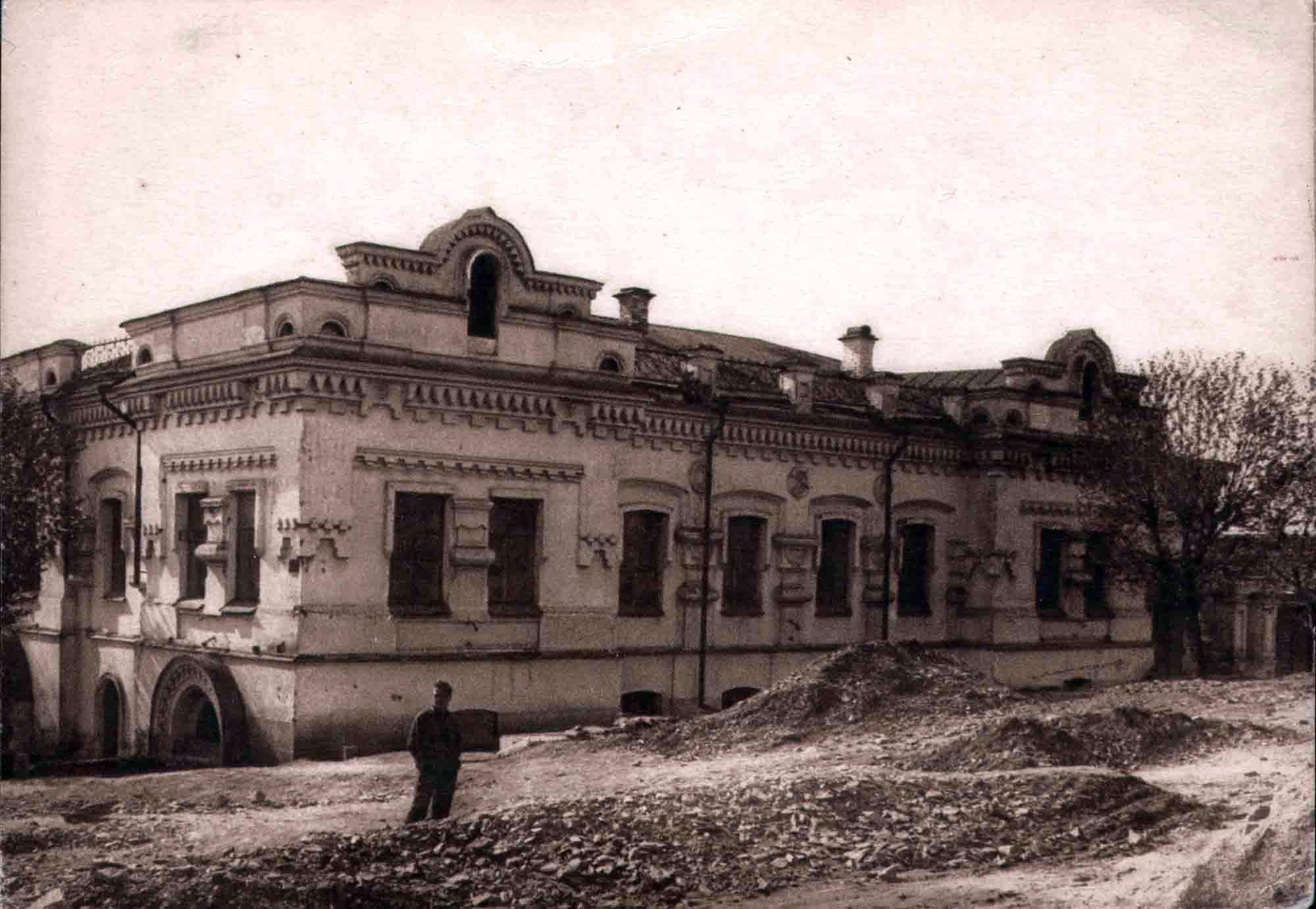
La casa en 1928.

Ya en 1923, las fotografías de la casa cercada se difundieron en la prensa soviética con el epígrafe de "el último palacio del último zar". En 1927, la casa fue designada una rama del Museo de la Revolución de los Urales. Luego se convirtió en una escuela agrícola antes de asumir una nueva vida en 1938 como museo antirreligioso. Durante este período, era habitual que los apparatchiks del partido llegaran en grandes grupos de turistas, posando ante la pared dañada por las balas del sótano en el que el exzar y su familia habían sido asesinados. En 1946, fue asumido por el Partido Comunista local.
El investigador de la oficina del fiscal general de la Federación de Rusia, V.N. Solovyov, quien investigó largamente las circunstancias de la muerte de la familia del zar durante mucho tiempo, dijo que los agentes de la KGB informaron a sus superiores sobre los eventos que estaban teniendo lugar alrededor de la casa de Ipatiev en la década de 1970. Cada aniversario de la muerte de la familia Imperial, grupos de personas se acercaban a la casa a bautizarse o dejaban velas como ofrenta. Estas acciones fueron descritas como «interés doloroso» y calificadas como «manifestaciones antisoviéticas».
El presidente de la KGB, Yuri Andropov, se mostraba preocupado por la atención prestada a la casa por las personas que visitaban Sverdlovsk: se acercaba 1978, el año del 110 aniversario del nacimiento de Nicolás II y el 60 aniversario de su ejecución. Se suponía que estos aniversarios atraerían la atención de la prensa extranjera y de Occidente. Por lo tanto, Andropov elevó al Politburó una propuesta para la demolición de la casa:

Sobre la demolición de la mansión Ipátiev

en la ciudad de Sverdlovsk
Varias campañas de propaganda en torno a la familia Imperial Romanov se inspiran periódicamente en los círculos antisoviéticos en Occidente y, en este sentido, a menudo se menciona la antigua mansión del comerciante Ipátiev en Sverdlovsk. 
La casa Ipátiev sigue en pie en el centro de la ciudad y alberga el centro de formación del departamento regional de cultura. La mansión no tiene valor arquitectónico ni de otro tipo; solo una pequeña parte de la gente del pueblo y los turistas están interesados en ella. 
Recientemente, expertos extranjeros comenzaron a visitar Sverdlovsk. En el futuro, el círculo de extranjeros puede expandirse significativamente y la casa Ipátiev se convertirá en objeto de seria atención. 
En este sentido, parece apropiado confiar al Comité Regional de Sverdlovsk del PCUS de resolver el problema de demoler la mansión en el orden de la reconstrucción planificada de la ciudad. 
Se adjunta el proyecto de resolución del Comité Central del PCUS. 
Por favor considere, 
Presidente del Comité de Seguridad del Estado Andropov.
En secreto
Resolución del Comité Central del PCUS

Sobre la demolición de la mansión Ipátiev en la colina. Sverdlovsk.

1. Aprobar la propuesta del Comité de Seguridad del Estado bajo el Consejo de Ministros de la URSS establecida en la nota N.º 2004-A del 26 de julio de 1975.
2. Encomendar al Comité Regional de Sverdlovsk del PCUS que resuelva el problema de demoler la mansión Ipátiev de acuerdo con la reconstrucción planificada de la ciudad.

La decisión de demoler la casa se tomó en una reunión del Politburó del Comité Central del PCUS celebrada el 30 de julio de 1975. La propuesta de Andropov fue aprobada por unanimidad. Mijaíl Súslov firmó la decisión del Politburó "Sobre la demolición de la mansión Ipatiev en Sverdlovsk", ya que Leonid Brézhnev estaba de vacaciones en Crimea en ese momento.
En el momento de la adopción de la decisión, el Comité Regional de Sverdlovsk del PCUS estaba encabezado por Yakov Ryabov. Sin embargo, la directiva final fue pospuesta y, para el momento de la demolición, Boris Yeltsin ya estaba en el puesto de primer secretario. La oposición de la Sociedad de toda la Unión para la Protección de los Monumentos de Historia y Cultura desempeñó cierto papel en el aplazamiento, con cierta simpatía de Ryabov y Solomentsev (Presidente del Consejo de Ministros de la RSFSR). Sin embargo, los líderes locales Ponomarev (Secretario del Comité Regional Sverdlovsk del PCUS para la ideología), Mehrentsev (presidente del comité ejecutivo regional), Manyukhin (primer secretario del comité municipal del PCUS) presionaron para ejecutar la demolición. En julio de 1977, una comisión encabezada por el profesor A. A. Malakhov trabajó en la casa, que examinó si había mazmorras y escondites en ella. Finalmente, el 3 de agosto, el Consejo de Ministros de la RSFSR adoptó la decisión N.º 1221-r para excluir la mansión de la lista de monumentos históricos de importancia nacional. Poco después de esta decisión, las oficinas que ocupaban su oficina fueron trasladadas de la casa, los locales vacantes fueron fotografiados y medidos. Alrededor de la casa había una cerca. Parte de la decoración interior estaba en el almacén del museo local de la tradición local.
Más tarde Yeltsin escribiría en sus memorias, publicadas en 1990, que «tarde o temprano nos avergonzaremos de esta barbarie». En otro de sus libros, Prezydencki maraton (2001), Yeltsin recuerda:

[...] a mediados de los 70, tomé esta decisión con bastante calma. Igual que el alcalde de la ciudad. No quería ningún escándalo extra. Además, no pude evitar esto: la decisión era del órgano más alto del país, oficial, firmada y ejecutada en consecuencia. ¿No cumplir con la decisión del Politburó? Como primer secretario del comité regional, ni siquiera podía imaginar esto. Pero incluso si hubiese desobedecido, el nuevo primer secretario del comité regional que habría venido a ocupar mi lugar habría cumplido con la orden.

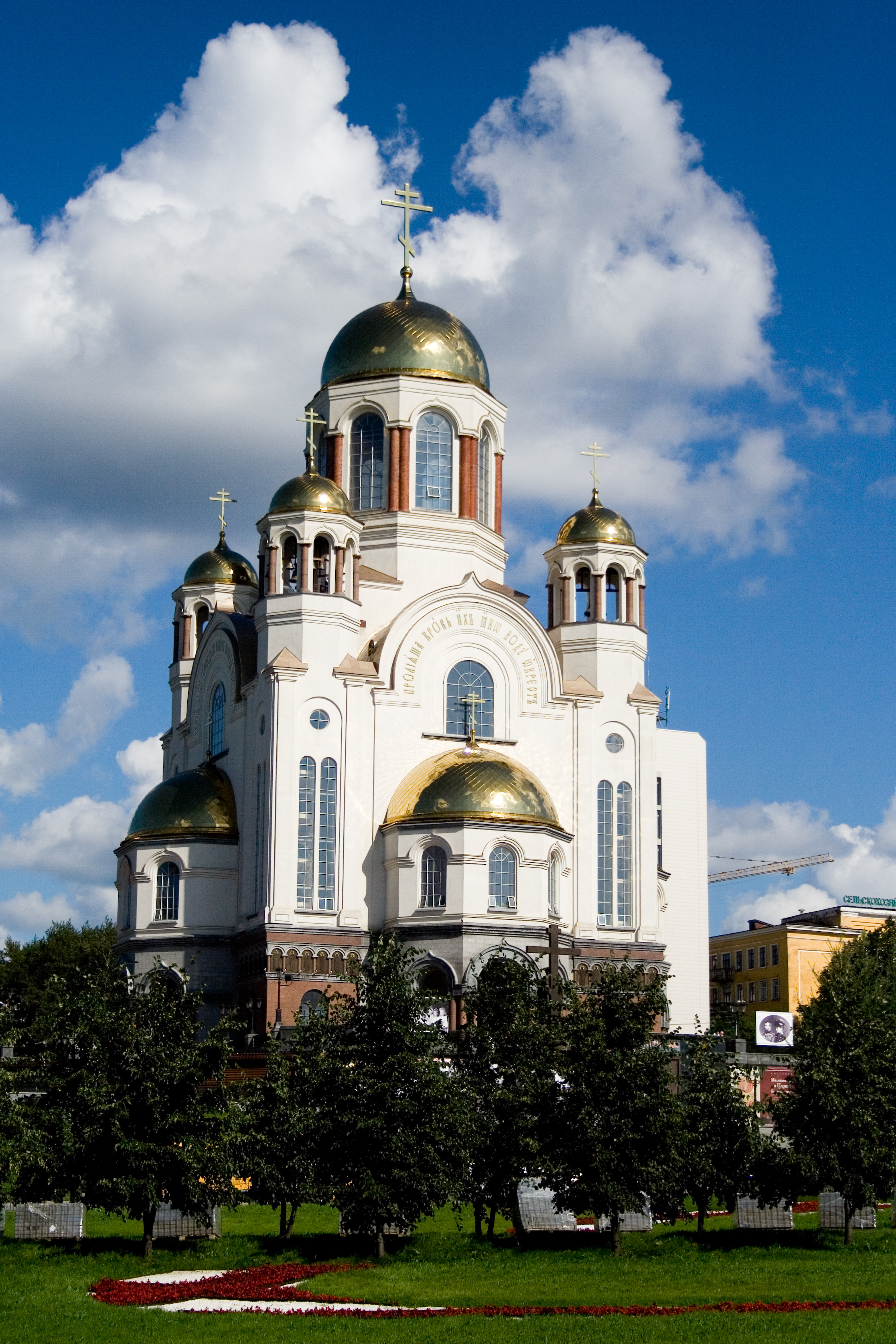
Iglesia sobre la sangre erigida en el lugar de la casa en 2003.

La demolición de la casa de Ipatiev se hizo con la necesidad de reconstrucción de todo el barrio. Por lo tanto, de acuerdo con los planes de "reconstrucción", todas las casas ubicadas en todo el barrio debían ser demolidas. Los reconstructores no repararon en el hecho de que las casas ubicadas en el barrio tenían un valor arquitectónico e histórico como representantes de los típicos edificios comerciales de Ekaterimburgo a fines del siglo XIX y principios del XX. Además, solo con la demolición de la casa Ipátiev, el lugar de su ubicación exacta sería muy fácil de determinar con precisión en el futuro para los fieles monárquicos que ya visitaban el lugar. Con la demolición de toda la manzana, se hizo difícil determinar la ubicación exacta de cada casa en particular. El 21 de septiembre de 1977, se tomó la decisión del Comité Ejecutivo de la Ciudad del Consejo de Diputados del Pueblo n.º 351 sobre la demolición de todo el barrio, «dada la urgente necesidad de reconstrucción de las calles J. Sverdlov y K. Liebknecht...», firmado por V. P. Bukin. Antes de la demolición, la casa fue examinada por muchas personas curiosas que eliminaron detalles interiores históricamente valiosos (manijas de puertas, detalles de estufas, paredes de estuco, etc.), incluida la apertura del piso en la habitación donde vivieron los Romanov en 1918.
La demolición de la casa comenzó el 22 de septiembre de 1977 y duró dos días. La destrucción se realizó durante el día y se han conservado las fotografías de la demolición de la casa. Después de la disolución de la Unión Soviética en 1991, la Iglesia sobre la sangre se construyó por parte del sitio y ahora es un lugar importante de peregrinación.

## En la cultura popular
La casa aparece en el episodio 6, llamado precisamente Casa Ipátiev, de la quinta temporada de la serie The Crown, donde se muestran la masacre de la familia imperial rusa y la relación que tendrían el rey Jorge V y la reina Maria, así como la familia real británica con los hechos.